# Stavträsket (Burträsks socken, Västerbotten)
Stavträsket är en sjö i Skellefteå kommun i Västerbotten och ingår i Rickleåns huvudavrinningsområde. Sjön har en area på 0,305 kvadratkilometer och ligger 262 meter över havet.

## Delavrinningsområde
Stavträsket ingår i det delavrinningsområde (717352-169351) som SMHI kallar för Mynnar i Sikån. Medelhöjden är 289 meter över havet och ytan är 15,85 kvadratkilometer. Det finns inga avrinningsområden uppströms utan avrinningsområdet är högsta punkten. Vattendraget som avvattnar avrinningsområdet har biflödesordning 3, vilket innebär att vattnet flödar genom totalt 3 vattendrag innan det når havet efter 100 kilometer. Avrinningsområdet består mestadels av skog (75 procent) och sankmarker (14 procent). Avrinningsområdet har 1,06 kvadratkilometer vattenytor vilket ger det en sjöprocent på 6,7 procent.